# فالکرک
فالکرک (به انگلیسی: Falkirk) یک شهرک در اسکاتلند است که در فالکرک واقع شده‌است.

## خصوصیات
فالکرک ۱۱ کیلومترمربع مساحت و ۳۵٬۱۶۸ نفر جمعیت دارد و ۲۸ متر بالاتر از سطح دریا  واقع شده‌است.

## خواهرخوانده
شهر کویمپر خواهرخواندهٔ فالکرک هست.